# مری با من ازدواج کن
مری با من ازدواج کن (به انگلیسی: Marry Me, Mary) یک مجموعه تلویزیونی در ژانر کمدی عاشقانه محصول سال ۲۰۱۰ کره جنوبی با بازی مون گیون یانگ، جانگ گیون سوک، کیم جه ووک، کیم هیو جین است. پخش این مجموعه در ۸ نوامبر ۲۰۱۰ از شبکه کی‌بی‌اس۲ شروع و در ۲۸ دسامبر ۲۰۱۰ به پایان رسید.

## داستان
مری یک دختر ساده و خجالتی است که به خاطر بدهی‌های پدرش زندگی سختی دارد او با کانگ مو آشنا می‌شود و از او کمک می‌خواهد چون پدرش به زور می‌خواهد مری را به خاطر بدهی‌هایش به یک پسر پولدار شوهر بدهد مری از کانگ مو می‌خواهد که یک مدت نقش شوهر او را بازی کند تا پدرش منصرف شود اما…

## بازیگران
- مون گیون یانگ - وی مری
- جانگ گیون سوک - کانگ مو گیول
- کیم جه ووک - بیون جونگ این
- کیم هیو جین - سئو جون
- Park Jun-gyu - جون سوک
- Park Sang-myun - وی دای هان
- Lee Ah-hyun - کام سو یونگ
- Shim Yi-young - رئیس بانگ
- Lee Seon-ho - لی آن
- Yoon Yoo-sun - نویسنده درام